# Дрянные девчонки 2
«Дрянные девчонки 2» (англ. Mean Girls 2) — американская подростковая комедия 2011 года, снятая режиссёром Мелани Майрон. Премьера фильма на телевидении состоялась 23 января 2011 года. Фильм является продолжением известного фильма 2004 года «Дрянные девчонки».

## Сюжет
Сюжет вращается вокруг ученицы средней школы Джо, которая соглашается помогать девушке-изгою Эбби, по настоянию богатого отца Эбби, в обмен на оплату всех расходов Джо на колледж её мечты. Джо и Эбби объединяются против «Пластикс» — Мэнди, Хоуп и Честити. История превращается в настоящую битву, когда в конце концов Эбби узнаёт, что её дружба была оплачена и куплена.

## В ролях
- Меган Джетт Мартин — Джо Митчелл
- Дженнифер Стоун — Эбби Ганновер
- Клэр Холт — Честити Майер
- Майара Уолш — Мэнди Уэзерли
- Диего Бонета — Тайлер Адамс
- Николь Андерсон — Хоуп Плоткин
- Линден Эшби — Род Митчелл
- Патрик Джонсон — Ник Зимме
- Тим Медоуз — Рон Дюваль
- Колин Деннард — Эллиот Голд
- Эмбер Уоллес — Вайолет
- Рода Гриффис — Илин Ганновер

## Саундтрек
1. «Hot n Cold» — Katy Perry
2. «Wake Up Call» — Team JEM
3. «No Stopping» — Transcenders feat. Josef D’Star
4. «Addicted» — Toby Lightman
5. «Love, Love, Love» — Hope feat. Джейсон Мраз
6. «So Big» — Iyaz
7. «2012 (It Ain’t the End)» — Jay Sean
8. «I Know» — Kimberly Cole

В отличие от предыдущего фильма песня «Halcyon and On and On» не звучала.